# West Branch (Iowa)
Pour les articles homonymes, voir West Branch.
West Branch est une ville américaine de l’État de l’Iowa, située dans les comtés de Cedar et de Johnson, à 16 km à l'est d'Iowa City. Lors du recensement de 2010, sa population s'élevait à 2 322 habitants.
La bibliothèque présidentielle, la Herbert Hoover Presidential Library and Museum (en) fondée par l'ancien président Herbert Hoover, natif de West Branch, s'y trouve.

## Source
- (en) Cet article est partiellement ou en totalité issu de l’article de Wikipédia en anglais intitulé « West Branch, Iowa » (voir la liste des auteurs).